# Битка за Могадишу (1993)
Битката за Могадишу, наричана от сомалийците Денят на рейнджърите (на сомалийски: Maalintii Rangers), е военен сблъсък, част от Операция Готическа змия (Operation Gothic Serpent) и е водена на 3 и 4 октомври 1993 година в Могадишу, Сомалия, от военните сили на САЩ, подпомогнати от ООН срещу сомалийските военни сили, водени от Мохамед Фара Айдид и подпомогнати от въоръжени цивилни бойци. Битката е наричана Първата битка за Могадишу, за да не се обърква с по-късната Втора битка за Могадишу.

## Предистория
През януари 1991, президентът на Сомалия, Мохамед Сиад Баре е свален от власт от коалиция, наречена Обединен сомалийски конгрес. След революцията, коалицията се разделя на две групи. Едната е водена от Али Мади Мохамед, който става президент; а другата, от Мохамед Фара Айдид. Имало общо четири враждуващи групи: Обединен сомалийски конгрес (ОСК), Сомалийски спасителен демократичен фронт (ССДФ), Сомалийско патриотическо движение (СПД) и Сомалийско демократическо движение (СДД), които продължили да воюват за доминация над Сомалия. През юни 1991 е прието примирие, но не успява да продължи дълго. Пета група, Сомалийско национално движение (СНД), вече било завзело северозападната част на Сомалия още през юни. СНД преименува страната на Република Сомалиленд, а нейният водач Абдел-Раман Ахмед Али става президент.
През септември 1991 се разразява битка в Могадишу, която продължава през следващите месеци и се разпространява из страната, с над 20 000 убити или ранени до края на годината. Това води до разрушаването на селското стопанство на Сомалия, което от своя страна довело до гладуване в големи части на страната. Международното общество започнало да изпраща хранителни доставки, за да спре гладуването, но големи количества храна били крадени и отнасяни на местни лидери на кланове, които постоянно ги разменяли с други страни за оръжия. Изчисленията показват, че около 80 процента от храната е била открадната. Тези фактори водят до още повече гладуване, от което изчисленията показват, че са умрели около 300 000 души и още 1.5 милиона са пострадали, между 1991 и 1992. През юли 1992 след примирие между отделните кланове, ООН праща 50 войници да наблюдават доставянето на храна.
Операция Provide Relief започнала през август 1992, когато президентът на САЩ Джордж Х. У. Буш обявява, че американската войска ще подпомогне опита на ООН да донесе облекчение в Сомалия. Десет C-130 и 400 души са били разположени в Момбаса, Кения по време на операцията, донасяйки въздушна помощ на отдалечени части от Сомалия и намалявайки зависимостта от камиони конвои. Самолетите C-130 за шест месеца доставят 48 000 тона храни и медикаменти на международни хуманитарни организации в опит да помогнат на над три милиона гладуващи в страната.
Когато това се оказва недостатъчно, за да спре високата смъртност и емиграцията на сомалийския народ (500 000 умират и 1.5 милиона емигрират), САЩ, през декември 1992 започват голяма операция, за да помогнат и да защитят хуманитарните действия, наречена Restore Hope, като САЩ поема контрола по новата обединена операция, според резолюция 794 (1992). Американският морски пехотен корпус се приземява заедно с 15-и морски експедиционен екип в Могадишу и с части от 1-ви батальон, 7-а морска пехота и 3-ти батальон, 11-а морска пехота, подсигуряват почти 1/3 от града, пристанището и летището, за да могат да кацат въздушните хуманитарни доставки за две седмици. Части от 2-ри батальон, 9-а морска пехота и 1-ви батальон, 7-а морска пехота бързо подсигуряват пътищата към Байода, Балидол и Кисмаяо, след което се прегрупират с 3-ти щурмови амфибиен батальон и 10-а планинска дивизия от армията на САЩ.

## Сблъсъкът
На 3 октомври 1993 се провежда операцията с кодово име Айрийн, или известна още като 'Битката за Могадишу'.
Военните части на САЩ са:
Войници от Делта форс, рейнджъри; джипове HMMWV, камиони, хеликоптери.
Айдид разполага с войската си, както и с много цивилни, които се бият за него. Сред тях има дори деца. Цялото им бойно снаряжение включва AK-47, РПГ-та, картечници, други по-леки автомати, пистолети и карабини.
Според плана на мисията, в 15:42 четири хеликоптера MH-6 кацат върху и пред сградата, стоварвайки десант войници от Делта форс, които влизат и арестуват лидерите. В същото време 4 хеликоптера UH-60 Black Hawk спускат рейнджъри около сградата с цел да блокират подстъпите към нея. Конвой от 12 машини, съставен от джипове и камиони, спира пред сградата, за да натовари пленниците и войниците и да ги върне в базата, отдалечена на 3 мили (ок. 5 км). В началото мисията върви по план, до момента когато милицията на Айдид сваля един от хеликоптерите Black Hawk (позивна „Супер61“, пилот Клифтън Уолкот), който пада няколко пресечки североизточно от сградата.
Това променя мисията напълно. Конвоят вместо към базата тръгва към мястото на катастрофата, както и група Делта Форс и рейнджъри.

## Представяне в популярната култура
През 1999 г. е публикувана книга Black Hawk Down: A Story of Modern War (Блек Хоук: История за съвременната война), която описва хронологично събитията от битката.
През 2001 г. по книгата е създаден филмът Блек Хоук с продуцент Джери Брукхаймър и режисьор Ридли Скот. Филмът описва събитията около военната операция и някои храбри постъпки през този ден. Има очевидни различия между книгата и филма, който пропуска основни моменти, като въвличането на цивилното население в битката и омаловажава ключовото решение да се остане в зоната на операцията след нейното приключване.